# Stimson-doktrína

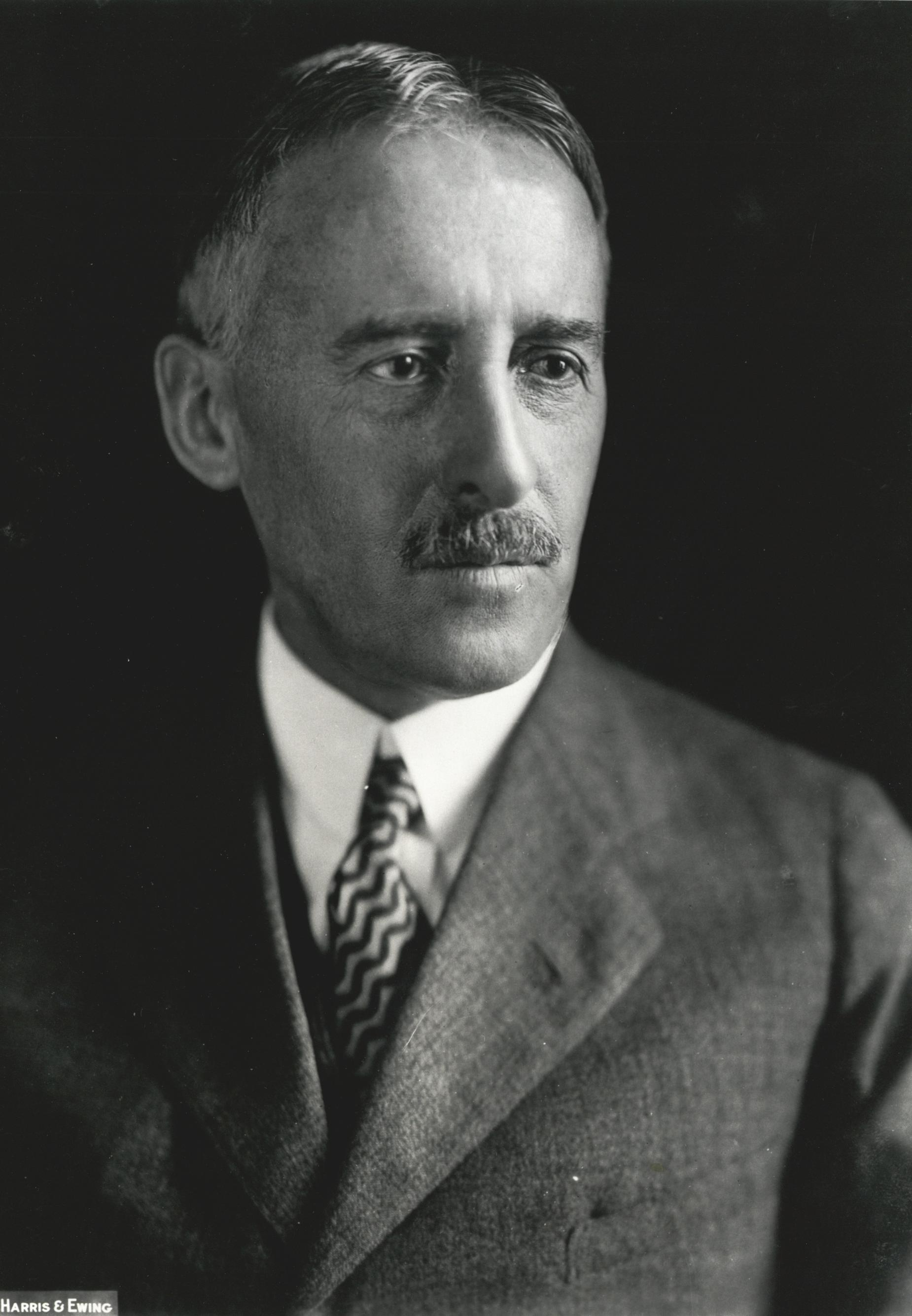
Henry L. Stimson amerikai külügyminiszter

A Stimson-doktrína (néhol Hoover–Stimson-doktrína) az Amerikai Egyesült Államok szövetségi kormányának 1932. január 7-én meghirdetett politikája, amely kimondja, hogy az erővel végrehajtott nemzetközi területmódosítások nem ismerhetők el, így a nemzetközi jog ex injuria jus non oritur elvének átültetése. Nevét Henry L. Stimson amerikai külügyminiszterről kapta, aki Japán 1931. szeptember 18-án, a mukdeni incidenssel kezdődő észak-kínai agressziója és Mandzsukuo kikiáltása után hirdette meg azt, megtagadva a bábállam elismerését. A doktrínára hivatkozott Sumner Welles, Roosevelt külügyi tanácsadója is 1940. július 23-án, amikor nem ismerte el a három balti állam: Észtország, Lettország és Litvánia annexióját a Szovjetunióba.
A doktrína azután született meg, hogy a japánok megsértették a Kellogg–Briand-paktumot a háborúzás tilalmáról, azonban a kínaiak sem tartották be az egyezményt. A helyzetet tovább nehezítette, hogy Herbert Hoover elnök nem akart gazdasági szankciókat alkalmazni a béke helyreállítása érdekében. Stimson Kínának és Japánnak is jegyzéket küldött, amiben a nyitott kapuk elvének és így az amerikai érdekeknek a megsértését sérelmezte.
A doktrínát több kritika is érte, egyrészt azon az alapon, hogy az nem tett mást, mint elidegenítette a japánokat, illetve hogy nem több, mint az Egyesült Államok igénye arra, hogy eldöntse, jogos-e vagy jogtalan valamely területmódosítás, történjék bármely részén a világnak.